# Lill-Svanutjärnen
Lill-Svanutjärnen är en sjö i Skellefteå kommun i Västerbotten och ingår i Rickleåns huvudavrinningsområde.